# 지식 수준
인공지능에서 지식 기반 에이전트는 논리적 문장 풀을 활용하여 세상에 대한 결론을 추론한다. 지식 수준에서는 에이전트가 알고 있는 것과 에이전트의 목표가 무엇인지 지정하기만 하면 된다. 구현 세부 사항과 별개의 논리적 추상화이다.
지식 수준에 대한 이러한 개념은 에이전트의 행동을 합리화하는 방법을 찾기 위해 1980년대 앨런 뉴얼에 의해 처음 도입되었다. 에이전트는 특정 목표를 달성하기 위해 자신이 보유한 지식을 기반으로 조치를 취한다. 합리성의 원칙에 따라 행동을 선택한다.
지식 수준 아래에는 기호 수준이 있다. 지식 수준은 에이전트가 작동하는 환경과 관련된 세계 지향적인 반면, 기호 수준은 에이전트가 작동할 수 있는 메커니즘을 포함한다는 점에서 시스템 지향적이다. 지식 수준은 에이전트의 행동을 합리화하는 반면 기호 수준은 에이전트의 행동을 기계화한다.
예를 들어, 컴퓨터 프로그램에서 지식 수준은 특정 작업을 수행하는 데 사용하는 데이터 구조에 포함된 정보로 구성된다. 기호 수준은 프로그램의 알고리즘, 데이터 구조 자체 등으로 구성된다.